# اچ‌ام‌ای‌اس بنکس
اچ‌ام‌ای‌اس بنکس (به انگلیسی: HMAS Banks) یک کشتی است که طول آن ۹۰ فوت (۲۷ متر) می‌باشد. این کشتی در سال ۱۹۵۹ ساخته شد.